# Volkswagen ID.4
Volkswagen ID.4 je elektromobil vyráběný německou společností Volkswagen. Byl představen v září 2021. Jde o kompaktní SUV. Prodej v České republice začal v lednu 2021. Automobil stojí na koncernové platformě MEB. Automobil je určen pro evropský a americký trh a také pro Čínu, kde se bude nacházet i jedna z výrobních hal. Pro Evropu se vůz začal vyrábět v roce 2021 v závodě Cvikov.

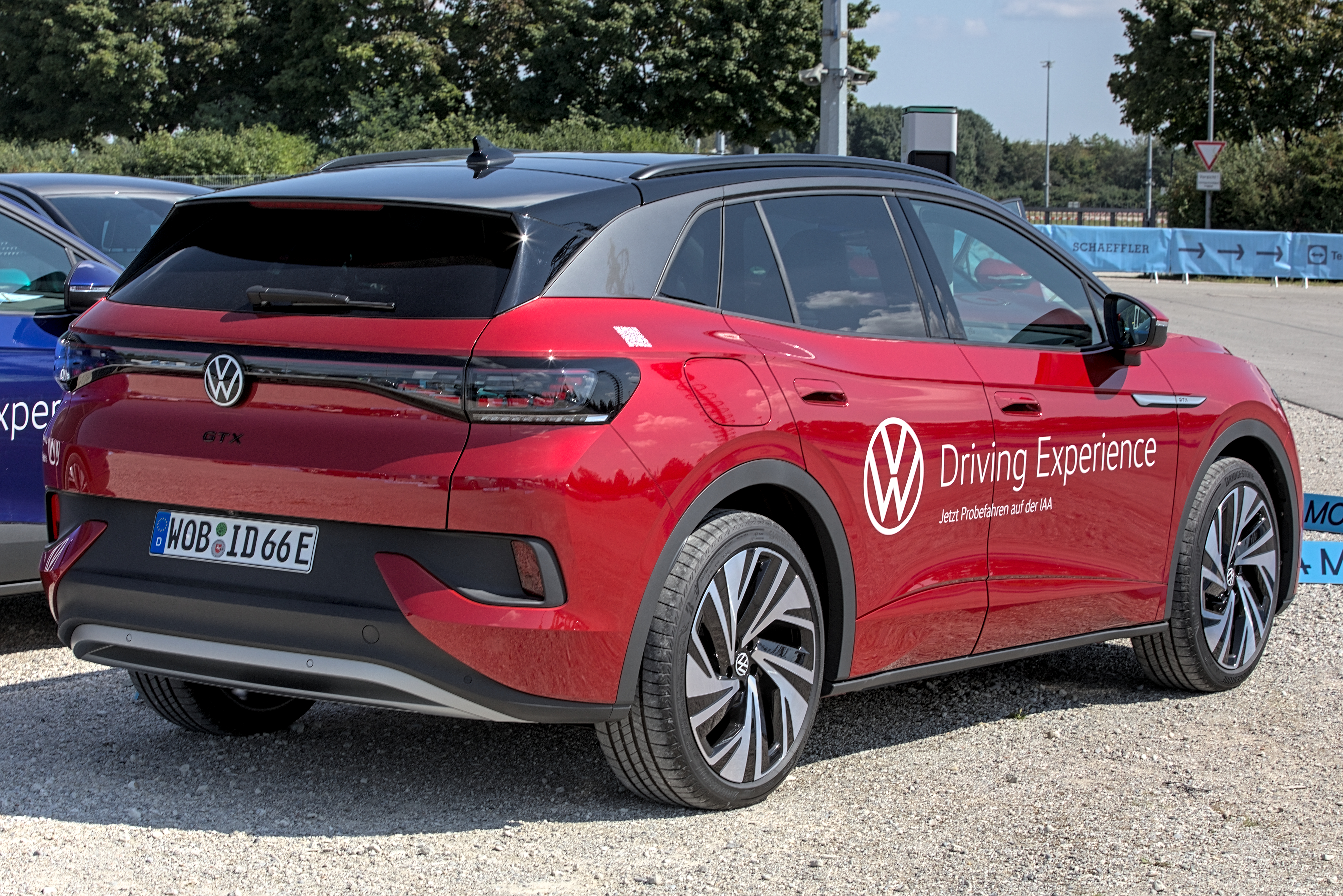
Volkswagen ID.4 GTX

Volkswagen ID.4 dostane do roku 2022 nabíjení zdarma po celých Spojených státech amerických. Automobil získal také prestižní ocenění World Car Awards Světové auto roku (World Car of the Year).
Automobil je dodáván i ve verzi GTX, která je výkonnější a rychlejší. Používá pohon všech kol a dva elektromotory o celkovém výkonu 220 kW. Verze GTX a její jízdní vlastnosti se shodují s vlastnostmi Škoda Enyaq iV RS, která Škoda představila na podzim roku 2020. Automobil bude dodáván i s pohonem všech čtyř kol.

## Technologie
Mezi palubní asistenty patří například adaptivní tempomat, aktivní hlídání jízdního pruhu, nouzové brzdění, hlídání mrtvého úhlu, asistent rozjedu do kopce, parkovací kamera, parkovací asistent, monitorování dopravních značek nebo systém monitorování tlaku v pneu. Všechny tyto údaje lze sledovat přes aplikaci v mobilním telefonu. Automobil nabízí také hlasové asistenta Ahoj ID., který spolupracuje s aplikací App Conect, která zajišťuje i kompletní kontrolu nad automobilem.
Automobil stojí na koncernové platformě MEB, přičemž jde o první SUV, které stojí na této platformě (po Volkswagen ID.3).

## Technické specifikace[8]

### Rozměry
- Délka: 4584 milimetrů
- Šířka: 1852 mm
- Výška: 1612 mm
- Objem zavazadlového prostoru: 543 litrů (1575 l se sklopenými zadními sedačkami)
- Počet míst: 5
- Počet dveří: 5

### Jízdní vlastnosti
- Maximální rychlost: 160 km/h
- Dojezd: 520 km
- Zrychlení 0-100 km/h: 8,5 sekundy

### Motor
- Výkon: 109 kW, 125 kW, nebo 150 kW, resp. 220 kW (u verze GTX)
- Maximální točivý moment: 310 Nm
- Počet stupňů: 1stupňová

### Baterie
- Kapacita: 52, nebo 77 kWh
- Maximální výkon palubní nabíječky: 11 kW
- Maximální výkon rychlonabíjení: 120 kW
- Doba nabíjení z rychlonabíječky: 40 minut
- Spotřeba: od 16,2 do 16,9 kWh/100 km

## Design

### Interiér
Palubní desce dominuje displej o úhlopříčce 12 palců (30,5 cm). Tento displej na dotek reaguje lehkými vibracemi. Dále lze také volit barvu ambientního osvětlení (je na výběr z 10 barev, za příplatek až 30). 

### Exteriér
Při odemčení automobil zabliká světlomety IQ.LIGHT LED Matrix na pozdrav. To samé udělá i při zamčení.

## Motorsport
Automobil ID.4 se zúčastnil dálkového offroad závodu Baja rally. Tento závod je dlouhý 1352 kilometrů a Volkswagen ID.4 je prvním elektromobilem, který závod dokončil.